# Рон Аллум
Рон Аллум (нар. 22 березня 1949) — дизайнер підводних човнів, печерний дайвер та винахідник.
Аллум вважається одним із найдосвідченіших у світі печерних дайверів . У 1983 році він очолив експедицію до печери Коклбідді на рівнині Налларбор в Австралії. Експедиція досягла світового рекорду — 6,24 км (3,88 миля) в печерну систему.
Аллум співпрацював з Джеймсом Кемероном у проекті прямого ефіру з уламків Титаніка в 2005 році. Це передбачало проектування та будівництво 6 000 м (20 000 фут) волоконно-оптичної системи зв'язку до поверхні.
Еллум спроектував підводний човен Deepsea Challenger, який доставив Джеймса Кемерона в Challenger Deep . Це найнижча точка на Землі, дно Маріанської западини, 11 км нижче рівня моря. Це рекордне дослідження відбулося 26 березня 2012 р.
У 2013 році Аллум був національним фіналістом « Старшого австралійця року» (англ. "Senior Australian of the Year") .